# Rock N' Roll Racing
Rock N' Roll Racing er et computerspil, der blev udgivet til Sega Genesis og SNES, publiceret af Interplay og udviklet af Silicon & Synapse (der nu er bedre kendt som Blizzard Entertainment) i 1993. Spillet blev senere genudgivet til Game Boy Advance i år 2003.
Spillet blev en klassiker og det menes at have været inspiration til spillet Wipeout 2097, der blev udgivet til PlayStation. Spillet minder om NES-spillet R.C. Pro-Am, der blev udviklet af Rare i 1988.

## Spilbeskrivelse
Selve løbene foregår mod 2 (i 2-spillerspil) eller 3 (i 1-spillerspil) computermodstandere og ses fra fugleperspektiv. I baggrunden spilles instrumentale versioner af diverse rock- og heavy metal-sange, såsom "Paranoid" af Black Sabbath, "Born to Be Wild" af Steppenwolf, og "Bad to the Bone" af George Thorogood. Ovenpå dette er en række lydeffekter samt en kommentator, "Loudmouth Larry", der har lagt stemme til kultkommentarer som "The race is set, the green flag drops!", eller "Shred's in trouble... Rip LIGHTS 'IM UP!", der afspilles på passende tidspunkter i løbet af løbene.
Spilbanerne er bestrøet med landminer, penge-bonusser ($1.000 for hver man måtte samle op), og bonusser der ved opsamling sikrer en at ens køretøj ikke sprænger i luften. Derudover belønnes kørerne hver omgang med et bestemt antal miner, missiler og lignende, der taktisk kan bruges til at angribe modstanderne; man får penge for at sprænge modstandernes køretøjer i luften.
Hvert løb består af 4 omgange, og ved racets slutning belønnes spillerne med point og penge alt efter deres placering i løbet. 400 point og $10.000 til førtepladsvinderen, 200 point og $7.000 til nummer 2, 100 point og $4,000 til nummer 3, mens løbets taber hverken får point eller penge.
Disse penge kan så bruges til at opgradere ens køretøj, så man eksempelvis får flere våben at angribe sine modspillere med, bliver mere manøvredygtig eller kan køre hurtigere.

### Spilfigurer
En mindre central del af spillet består i, at man ved spillets start vælger den figur, man ønsker at styre. De har hver deres særtræk, der gør dem bedre i nogen situationer end andre:
- Snake Sanders (Jorden) (+1 acceleration, +1 topfart)
- Tarquinn (Aurora) (+1 topfart, +1 manøvrering)
- Jake Badlands (Xeno Prime) (+1 acceleration, +1 manøvrering)
- Katarina Lyons (Panteros V) (+1 springegenskaber, +1 manøvrering)
- Ivanzypher (Fleagull) (+1 springegenskaber, +1 topfart)
- Cyberhawk (Serpentis) (+1 acceleration, +1 springegenskaber)
- Olaf (fra SNES-spillet The Lost Vikings) (Valhalla) (+1 acceleration, +1 topfart, og +1 manøvrering)

Bemærk: Olaf er en skjult figur; ved at trykke L, R og Select og derefter bevæge sig til højre fra Tarquinn gør man det muligt at spille ham.